# Michel d'Amboise
Michel d'Amboise, seigneur de Chevillon, né vers 1505-1506 à Naples et mort vers 1547-1551, qui se désigna comme l'esclave fortuné, est un poète, traducteur, rhétoriqueur et essayiste qui connut, dans la première moitié du XVIe siècle, une vie mouvementée.

## Biographie
Michel d'Amboise, né à Naples en Italie vers 1505-1506 est un fils naturel du maréchal Charles d'Amboise (1473-1511), lieutenant-général du roi en Lombardie et d'une maîtresse qu'il avait eue dans ce pays.
À la mort de son père naturel en 1511, il se retrouva sans père ni mère car cette dernière était morte quelque temps après son père alors qu'il n'avait que six ans.
Il fut pris en charge par son demi-frère Georges d'Amboise à Sagonne  dans le Cher puis à Paris chez lequel il vécut jusqu'à la mort de ce dernier en 1525. Celui-ci paya pendant 6 ans sa pension et les frais de ses études.
Michel d'Amboise fut ensuite recueilli quelque temps vers 1526 par sa tante la poétesse Catherine d'Amboise au château de Lignières, près de Bourges, mais lasse de ses frasques elle finit par le chasser.
Michel d'Amboise passa alors au service d'une autre parente, Antoinette d'Amboise (épouse d'Antoine de La Rochefoucauld, seigneur de Barbezieux) auprès de laquelle il resta trois ans en qualité de secrétaire au château de Barbezieux en Charente, où il rencontra Isabeau du Bois, qu'il épousa en 1528,,.
Michel d'Amboise et sa femme Isabeau du Bois s'installèrent ensuite dans la famille de sa femme sur la terre de Chevillon en Champagne, mais après à peine deux ans de mariage, sa femme Isabeau du Bois mourut en couches en 1530 avec l'enfant qu'elle mit au monde,,,.
Peu de temps après la mort de sa femme Isabeau du Bois, Michel d'Amboise s'installa à Paris où il fut emprisonné au Châtelet une première fois pendant six mois pour dettes puis sans doute ensuite pendant un an pour une raison que l'on ignore. Remis en liberté, il vécut dans la plus grande indigence, cherchant toujours des protecteurs dans la Maison d'Amboise, mais souvent sans en trouver.
En 1542 il vivait à Paris, mais désirait s'en retirer,,.
En 1543, il était dans la région d'Amboise et d'Angers à la tête d'une bande de soudards et d'aventuriers accusés de vols et d'exactions. Il fut lui-même accusé d'avoir tué un homme à Joué,.
Il est alors nommé « le capitaine Chevillon ». Il dépose une requête auprès de la ville d'Angers afin d'être autorisé à passer en ville avec sa bande.
Il était encore vivant en 1547 (date de son dernier ouvrage) mais était déjà mort en 1551.
Il écrivit ses premiers ouvrages entre 1529 et 1531.
Des auteurs l'ont présenté comme père du chirurgien Jean d'Amboise, cela a été depuis démenti :

Frédéric Saulnier, dans Le parlement de Bretagne écrit : « On a donné pour père à Jean d'Amboise, le chirurgien des rois de France, de François Ier à Henri III, le poète Michel d'Amboise, fils naturel de Chaumont d'Amboise, amiral de France et lieutenant général. Cette indication semble démentie. En réalité, les origines du chirurgien ne sont pas connues. On sait seulement qu'il est né à Douai, alors en Flandre espagnole, et a eu besoin de lettres de naturalisation en 1566 pour remplir les fonctions de valet de chambre de Charles IX. ».

Hugues A. Desgranges dans Nobiliaire du Berry (1971) écrit : « Enfin, nous ne pouvons manquer de rappeler ici une troisième famille de ce nom établie au siècle dernier à Marseille… qui se prétendait issue d’un fils naturel du maréchal d’Amboise, lequel bâtard, en réalité, mourut sans enfants. Au vrai, elle avait pour auteur un certain Jean d’Amboise, né à Douai, naturalisé par lettres du 29 janvier 1566, chirurgien des rois François Ier, Henri II, Charles IX et Henri III, dont le fils aîné, déjà anobli par les charges parlementaires qu’il exerça, reçut des lettres de chevalerie au mois de juillet 1589. Il eut des possessions en Touraine et c’est ce qui incita ses descendants à relever abusivement les armes de leurs illustres homonymes » .

## Œuvres
Il fut l'auteur des ouvrages suivants :
- Les Complaintes de l'Esclave fortuné avec vingt épîtres et trente rondeaux d'amour, Paris 1529.
- La Penthaire de l'Esclave fortuné, Paris 1530
- Les Bucoliques de frère Baptiste Mantuan, nouvellement traduites du latin en rimes françaises, Paris 1530.
- Les Cent Épigrammes, Paris i532;
- Les Épitres vénériennes de l'Esclave fortuné, privé de la cour d'amour, Paris 1532, 1534, et 1536.
- Le Babilon, autrement la confusion de l'Esclave fortuné, Paris 1535.
- Les contre Épistres d'Ovide, Paris, 1546.
- Le Secret d'amour, où sont contenues plusieurs lettres, tant en rithme qu'en prose Paris 1541.
- la Déploration de la mort de messire Guillaume du Bellai, seigneur de Langey, Paris 1543.
- Quatre satires (les 8e, 10e, 11e et 13e) de Juvénal, translatées en français, Paris 1544.
- Le Ris de Démocrite et le pleur d'Héraclite, philosophes, sur les folies et misères de ce monde, traduit de l'italien d'Antonio Philermo Frégoso et interprété en rimes françaises, Paris 1547 et Rouen 1550.

Miche d'Amboise est en outre l'auteur du Blason de la dent qui se trouve dans le recueil intitulé Blasons anatomiques des parties du corps féminin etc Lyon 1536.
Le seul recueil en prose de Michel d'Amboise est intitulé Le Guidon des gens de guerre, Paris 1545.
Les Œuvres complètes de Michel d'Amboise ont fait l'objet d'une édition numérique publiée en 2022.